# Festival de Cannes 1990
La quarante-troisième édition du Festival de Cannes a lieu du 10 au 21 mai 1990.

## Jurys

### Compétition
La présidence du jury fut d'abord proposée à Isabelle Adjani qui déclina, avant que Bernardo Bertolucci n'accepte. Toutefois, Isabelle Adjani présidera le jury en 1997.
- Bernardo Bertolucci (Président du Jury), réalisateur  Italie
- Fanny Ardant, actrice  France
- Françoise Giroud, journaliste, écrivain et femme politique  France
- Anjelica Huston, actrice  États-Unis
- Mira Nair, réalisatrice  Inde
- Bertrand Blier, réalisateur  France
- Alexeï Guerman, réalisateur  Union soviétique
- Christopher Hampton, scénariste  Royaume-Uni
- Sven Nykvist, directeur de la photographie  Suède
- Hayao Shibata, producteur  Japon

### Caméra d'or
- Christine Boisson, actrice, présidente du jury
- Bruno Jaeggi, journaliste
- Caroline Huppert, réalisatrice
- Catherine Magnan, cinéphile
- Jan Svoboda, journaliste
- Martine Jouando, critique
- Richard Billeaud
- Vecdi Sayar, cinéphile

## Sélections

### Sélection officielle

#### Compétition
La sélection officielle en compétition se compose de 18 films :
| Titre                                                                                 | Réalisation                   | Pays             | Distribution                                                                                                  |
| ------------------------------------------------------------------------------------- | ----------------------------- | ---------------- | --- |
| L'Interrogatoire (Przesluchanie)                                                      | Ryszard Bugajski              | Pologne          | Krystyna Janda, Adam Ferency, Janusz Gajos, Agnieszka Holland                                                 |
| La Putain du roi (The King's Whore)                                                   | Axel Corti                    | Autriche         | Timothy Dalton, Valeria Golino, Stéphane Freiss, Robin Renucci, Margaret Tyzack, Eleanor David, Paul Crauchet |
| La Captive du désert                                                                  | Raymond Depardon              | France           | Sandrine Bonnaire, Dobi Koré, Fadi Taha                                                                       |
| Chasseur blanc, cœur noir (White Hunter, Black Heart)                                 | Clint Eastwood                | États-Unis       | Clint Eastwood, Jeff Fahey, Charlotte Cornwell, George Dzundza, Norman Lumsden                                |
| Rodrigo D - Futur : Néant (Rodrigo D: No futuro) (en compétition pour la Caméra d'or) | Víctor Gaviria                | Colombie         | Ramiro Meneses, Carlos Mario Restrepo, Jackson Idrian Gallego                                                 |
| Nouvelle Vague                                                                        | Jean-Luc Godard               | France           | Alain Delon, Domiziana Giordano, Roland Amstutz, Laurence Côte, Jacques Dacqmine                              |
| L'Oreille (Ucho)                                                                      | Karel Kachyňa                 | Tchécoslovaquie  | Radoslav Brzobohatý (en), Jiřina Bohdalová, Jiří Císler, Miloslav Holub, Milica Kolofiková                    |
| Secret défense (Hidden Agenda)                                                        | Ken Loach                     | Royaume-Uni      | Frances McDormand, Brian Cox, Brad Dourif, Mai Zetterling, Bernard Archard                                    |
| Taxi Blues (Taxi-Blyuz) (en compétition pour la Caméra d'or)                          | Pavel Lounguine               | Union soviétique | Piotr Mamonov, Piotr Zaïtchenko, Vladimir Kachpour, Natalia Koliakanova                                       |
| Sailor et Lula (Wild at Heart)                                                        | David Lynch                   | États-Unis       | Nicolas Cage, Laura Dern, Willem Dafoe, Diane Ladd, Isabella Rossellini, Harry Dean Stanton, J. E. Freeman    |
| L'Aiguillon de la mort (Shi no toge)                                                  | Kōhei Oguri                   | Japon            | Keiko Matsuzaka, Ittoku Kishibe                                                                               |
| Tilaï                                                                                 | Idrissa Ouedraogo             | Burkina Faso     | Rasmané Ouédraogo, Ina Cissé, Roukietou Barry, Assane Ouedraogo, Sidibou Sidibe                               |
| La Mère (Mat)                                                                         | Gleb Panfilov                 | Union soviétique | Inna Tchourikova, Viktor Rakov, Liubomiras Laucevicius, Andreï Rostotski, Antonella Interlenghi               |
| Bienvenue au Paradis (Come see the Paradise)                                          | Alan Parker                   | États-Unis       | Dennis Quaid, Tamlyn Tomita, Sab Shimono, Shizuko Hoshi, Pruitt Taylor Vince, Stan Egi                        |
| Cyrano de Bergerac                                                                    | Jean-Paul Rappeneau           | France           | Gérard Depardieu, Anne Brochet, Vincent Perez, Jacques Weber, Roland Bertin                                   |
| Ils vont tous bien ! (Stanno tutti bene)                                              | Giuseppe Tornatore            | Italie           | Marcello Mastroianni, Michèle Morgan, Valeria Cavalli                                                         |
| Daddy nostalgie                                                                       | Bertrand Tavernier            | France           | Dirk Bogarde, Jane Birkin, Odette Laure                                                                       |
| Ju Dou                                                                                | Zhang Yimou et Yang Fengliang | Chine            | Gong Li, Li Wei                                                                                               |

#### Un certain regard
La section Un certain regard comprend 21 films :
- 1871 de Ken McMullen
- L'Or d'Abraham (Abrahams Gold) de Jörg Graser
- The Best Hotel on Skid Row de Christine Choy, Renee Tajima-Pena et Geof Bartz (moyen métrage)
- Rose noire – emblème de la tristesse, rose rouge – emblème de l'amour (Tchornaya roza – emblema petchali, krasnaya roza – emblema lioubvi) de Sergueï Soloviov
- Le Prédestiné (Hameuad) de Daniel Wachsmann
- Le Sacrement (Het Sacrament) de Hugo Claus
- Innisfree de José Luis Guerín
- Song of Exile (Kè tú qiū hèn) d'Ann Hui
- Le Casseur de pierres (en) de Mohamed Zran (court métrage)
- Un compagnon de longue date (Longtime Companion) de Norman René
- Cantique des pierres (Nachid El Hajar) de Michel Khleifi
- Night Out de Lawrence Johnston (moyen métrage)
- Le Dernier Ferry (Ostatni prom) de Waldemar Krzystek
- Pummarò de Michele Placido
- Scandale secret (Scandalo segreto) de Monica Vitti
- Hang Up de Pauline Chan (court métrage)
- L'Écart entre la porte et le plancher (The Space Between the Door and the Floor) de Pauline Chan  (court métrage)
- Tumultes de Bertrand Van Effenterre
- Turnè de Gabriele Salvatores
- Oh qu'elles sont noires les nuits sur la mer Noire ! (V gorode Sochi temnye nochi) de Vassili Pitchoul
- Bouge pas, meurs, ressuscite (Zamri, umri, voskresni!) de Vitali Kanevski

#### Hors compétition
6 films sont présentés hors compétition :
- Rêves (Yume) d'Akira Kurosawa (film d'ouverture)
- Le Soleil même la nuit (Il sole anche di notte) de Paolo et Vittorio Taviani
- Korczak d'Andrzej Wajda
- La voce della luna de Federico Fellini
- Non ou la Vaine Gloire de commander (Non, ou a Vã Gloria de Mandar) de Manoel de Oliveira
- Étrange Séduction (The Comfort of Strangers) de Paul Schrader (film de clôture)

#### Séances spéciales
4 films sont présentés en séance spéciale :
- Le Paradis artificiel (Umetni raj) de Karpo Godina
- La Petite Sirène (The Little Mermaid) de John Musker et Ron Clements
- Harry Plotnick seul contre tous (The Plot Against Harry) de Michael Roemer
- Cry-Baby de John Waters

### Quinzaine des réalisateurs
- Bagh Bahadur de Buddhadev Dasgupta
- Céllövölde d'Arpad Sopsits
- December Bride de Thaddeus O'Sullivan
- End Of The Night de Keith McNally
- Halfaouine, l'enfant des terrasses de Férid Boughedir
- Inimene, Keda Polnud de Peeter Simm
- Alexandrie encore et toujours de Youssef Chahine
- Laguerat de Gueorgui Duylguerov
- Lebedyne Ozero - Zona de Youri Illienko
- Margarit i Margarita de Nikolaï Volev
- Metropolitan de Whit Stillman
- Paper Mask de Christopher Morahan
- Pervii Etage d'Igor Minaiev
- Le Pont de Varsovie de Pere Portabella
- Portes ouvertes de Gianni Amelio
- Printemps perdu de Alain Mazars
- Shimaguni Konjo de Fumiki Watanabe
- Skyddsängeln de Suzanne Osten
- Stille Betrüger de Beat Lottaz
- La Rage au cœur de Charles Burnett
- Vreme Cuda de Goran Paskaljević

### Perspectives du Cinéma français
Longs-métrages
- Farendj de Sabine Prenczina
- Je t'ai dans la peau de Jean-Pierre Thorn
- L'Amour de Philippe Faucon
- Mado, poste restante d'Alexandre Adabachyan
- Mauvaise Fille de Régis Franc
- Pasport de Gueorgui Danielia
- Plein fer de Josée Dayan

Courts-métrages, carte-blanche La Fémis
- Di notte de Bianca Fiorelli
- Dis-moi oui, dis-moi non de Noémie Lvovsky
- Haut Pays des neiges de Bernard Palacios
- La Conquista de Malgosia Debowska
- Le Mariage blanc de Christine Carrière
- Requiem de Didier Le Pêcheur
- À l'ouest de l'Orient de Damien Odoul
- Babel de Thierry Boscheron
- Brouhaha de Christine Carrière
- Compter l'amour de Christine François
- Fait divers de Christine Carrière
- Les Pieds humides de Christine Carrière
- Quai d'Argenteuil de Christine Carrière

### Semaine de la critique

#### Longs métrages
- Beyond the Ocean de Ben Gazzara (Italie)
- L’Enfant miroir (The Reflecting Skin) de Philip Ridley (Royaume-Uni)
- H-2 Worker de Stéphanie Black (Etats-Unis)
- Mes cinémas (Benim Sinemalarım) de Füruzan et Gülsün Karamustafa (Turquie)
- Outremer de Brigitte Roüan (France)
- Queen of Temple Street de Lawrence Ah Mon (Hong Kong)
- Le Temps des larbins d'Irena Pavlásková (République Tchèque)

#### Courts métrages
- Inoi de Sergueï Masloboïchtchikov (URSS)
- Les Mains au dos de Patricia Valeix (France)
- The Mario Lanza Story de John Martins-Manteiga (Canada)
- Pièce touchée de Martin Arnold (Autriche)
- Sibidou de Jean-Claude Bandé (Burkina Faso)
- Sostuneto d'Eduardo Lamora (Norvège)
- Animathon Collectif (Canada)

## Palmarès

### Longs-métrages

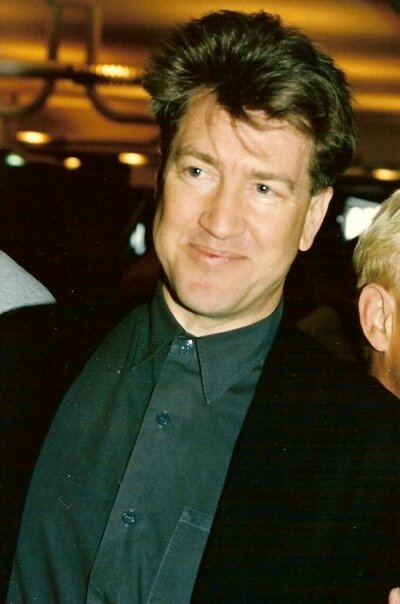
David Lynch, ici pendant le festival, remporte la Palme d'or pour son film Sailor et Lula.

- Palme d'or : Sailor et Lula (Wild at Heart) de David Lynch
- Grand Prix du jury (ex æquo) : Tilaï d'Idrissa Ouedraogo et L'Aiguillon de la mort (Shi no toge) de Kōhei Oguri
- Prix d'interprétation féminine : Krystyna Janda pour L'Interrogatoire (Przesluchanie) de Ryszard Bugajski
- Prix d'interprétation masculine : Gérard Depardieu pour Cyrano de Bergerac de Jean-Paul Rappeneau
- Prix de la mise en scène : Pavel Lounguine pour Taxi Blues (Taxi-Blyuz)
- Prix du jury : Secret défense (Hidden Agenda) de Ken Loach
- Prix du jury œcuménique : Ils vont tous bien ! (Stanno tutti bene) de Giuseppe Tornatore
- Prix de la meilleure contribution artistique : La Mère (Mat) de Gleb Panfilov
- Grand Prix de la Commission supérieure technique : Pierre Lhomme pour la photographie de Cyrano de Bergerac
- Caméra d'or : Bouge pas, meurs, ressuscite (Zamri, umri, voskresni!) de Vitali Kanevski
- Grand Prix du public : L'Or d'Abraham (Abrahams Gold) de Georges Grazer[réf. nécessaire]

### Courts-métrages
- Palme d'Or du Festival International du Film - court métrage : The Lunch Date d'Adam Davidson
- Premier Prix du Jury - court métrage : La Chambre à coucher (De Slaapkamer) de Maarten Koopman
- Deuxième Prix du Jury - court métrage : Revestriction de Barthelemy Bompard

### Prix FIPRESCI
Le Prix FIPRESCI du Festival de Cannes est remis à 3 films.
| Attribué à                           | Réalisateur    | Pays               | Section                    |
| ------------------------------------ | -------------- | ------------------ | -------------------------- |
| L'Aiguillon de la mort (Shi no toge) | Kōhei Oguri    | Japon              | Compétition                |
| Lebedyne ozero. Zona                 | Youri Illienko | États-Unis Ukraine | Quinzaine des Réalisateurs |
| Manoel de Oliveira                   |                | Portugal           | Prix honorifique           |